# Христо-Даново
Хри́сто-Да́ново (болг. Христо Даново) — село в Пловдивській області Болгарії. Входить до складу общини Карлово.

## Населення
За даними перепису населення 2011 року у селі проживала 1581 особа.
Національний склад населення села:
| Національність   | Кількість осіб | Відсоток |
| ---------------- | -------------- | -------- |
| цигани           | 824            | 53,4%    |
| болгари          | 465            | 30,1%    |
| турки            | 225            | 14,6%    |
| інша             | 0              | 0%       |
| не визначились   | 30             | 1,9%     |
| Всього відповіли | 1544           |          |

Розподіл населення за віком у 2011 році:
Динаміка населення: